# Essert-Pittet
Essert-Pittet is een plaats en voormalige gemeente in het Zwitserse kanton Vaud en maakt deel uit van het district Jura-Nord vaudois.
Essert-Pittet telt 122 inwoners.